# Чобоци (Валча)
Чобоци (рум. Cioboți) насеље је у Румунији у округу Валча у општини Каса Веке-Олану. Oпштина се налази на надморској висини од 195 m.

## Становништво
Према подацима из 2002. године у насељу је живело 832 становника, од којих су сви румунске националности.